# أحمد بزوي الضاوي
أحمد بزوي الضاوي هو أستاذ علوم القرآن والتفسير ومناهج البحث في الشريعة الإسلامية في شعبة الدراسات الإسلامية في كلية الآداب والعلوم الإنسانية بجامعة شعيب الدكالي في المغرب..

## حياته
ولد في الدار البيضاء عام 1957
- دكتوراه الدولة في الدراسات الإسلامية (تخصص علوم القرآن والتفسير)، كلية الآداب والعلوم الإنسانية، جامعة شعيب الدكالي، الجديدة
- ماجستير في العلوم الشرعية (تخصص علوم القرآن والتفسير)، كلية دار العلوم، جامعة القاهرة
- الإجازة في اللغة العربية وآدابها من كلية الآداب والعلوم الإنسانية، جامعة محمد الخامس بالرباط، المغرب.[3]

## مسيرته
- عضو اللجنة العلمية بكلية الآداب جامعة شعيب الدكالي.
- عضو مؤسس لمختبر البحث «مختبر الدراسات والأبحاث الحضارية» التابع لجامعة شعيب الدكالي، والذي تترأسه الأستاذة الدكتورة خديجة إيكر.
- رئيس شعبة الدراسات الإسلامية لولايتين (سابقا).
- منسق مسلك الدراسات الإسلامية (سابقا).
- عضو مجلس الكلية (سابقا)
- عضو مجلس الجامعة (سابقا).
- خبير لدى وزارة التعليم العالي بالمغرب (سابقا).
- عضو اللجنة الوطنية لإصلاح التعليم العالي (سابقا).
- عضو مؤسس لمجموعة البحث في الدراسات القرآنية.
- منسق وحدة علوم القرآن والتفسير.
- منسق مجموعة البحث في الدراسات والأبحاث في تراث وثقافة دول الخليج.

### الإشراف العلمي والفحص والمناقشة[4]
1. الإشراف على بحوث الإجازة ومناقشها، بمعدل سبعة بحوث في السنة.
2. ساهم في الإشراف ومناقشة رسائل دكتوراه السلك الثالث التالية:
  1. أبو حيان الأندلسي، موقفه من القراءات القر آنية: ربيعة بقيلاني، كلية الآداب بالجديدة، 1999 م
  2. أثر الواقع الثقافي في أهم التفاسير المغربية خلال القرن الرابع عشر الهجري: عبد الهادي السبيوي، كلية الآداب بالجديدة، 1999 م
  3. معالم النفس الإنسانية في الفكر الصوفي خلال القرن الخامس الهجري: أبو معشر مبارك، كلية الآداب بالجديدة، 1999 م
  4. الأمليات الفاشية من شرح العمليات الفاسية للقاضي أبي القاسم العمري: محمد الراضي الشوفاني، إشراف الأستاذ الدكتور محمد ديباجي، 1999 م
  5. اتجاهات التفسير بالغرب الإسلامي في القرن الرابع عشر الهجري: عبد الله العوينة، إشراف الأستاذ الدكتور أحمد أبو زيد، كلية الآداب بالرباط، 2000 م
  6. القراءات الثلاث المتممة للعشر: دراسة مقارنة في ضوء ضوابط القراءة الصحيحة: مصطفى المودن، إشراف الأستاذ الدكتور إدريس نقوري.
3. ساهم في فحص ومناقشة أطروحات دكتوراه الدولة التالية:
  1. محمد بن عبد السلام بن محمد بن ناصر الدرعي، حياته وآثاره، وتحقيق كتابيه في التفسير والحديث: إدريس البوخاري، إشراف الأستاذ الدكتور التهامي الراجي الهاشمي، كلية الآداب بالرباط 2007 م
  2. الوقف الموجه للخطاب في القرآن الكريم: دراسة دلالية، بلعيد بنسعيد، إشراف الأستاذ الدكتور عبد العزيز كارتي، كلية الآداب، جامعة الحسن الثاني، المحمدية، 2009 م

### المشاركات العلمية
- شارك في ندوات وطنية ودولية
- ساهم في تأطير الجالية المسلمة بالخارج لسنوات، ولمدة شهر في السنة
- رحلات علمية للسعودية، والكويت، وسوريا

## مؤلفته[5]
له أبحاث منشورة بمجموعة من المجلات المغربية والعربية

### الكتب
- مذهب أهل السنة في التفسير
- الإعجاز التشريعي في القرآن الكريم: المواريث وصلتها بالاقتصاد الإسلامي.
- أثر الواقع الثقافي في أهم التفاسير الحديثة للقرآن الكريم.
- منهج لغويي القرن الثالث في دراسة الخطاب القرآني
- مفهوم الحب في القرآن الكريم
- مفهوم الإصلاح في القرآن الكريم
- تحقيق تفسير ابن برجان (قيد الطبع)
- الأحرف السبعة دراسة حديثية
- مدخل إلى مناهج البحث في الشريعة الإسلامية

## الدورات التكوينية
شارك في الدورات التكوينية التالية:
- البيداغوجية الجامعية
- هندسة مسالك التدريس بالجامعة المغربية
- ديداكتيك التدريس
- الجامعة الافتراضية
- التعليم بالحاسوب
- القرآن والبحث العلمي، أشرف عليها معهد الفكر الإسلامي بواشنطن
- البرامج الحاسوبية
- توظيف المعلوميات في الدراسات الإسلامية
- الدراسات القرآنية في الجامعة المغربية: الواقع والآفاق

## أعمال الخبرة
- إنجاز عمل علمي لفائدة المجلس الإقليمي بالجديدة المغرب: التاريخ الديني والثقافي لدكالة
- فحص أعمال ترقية أحد أساتذة جامعة الملك سعود بالرياض، المملكة العربية السعودية
- مراجعة التفسير المختصر الذي أعده مركز الدراسات القرآنية بالرياض، المملكة العربية السعودية
- إعداد الملفات الوصفية للوحدات والمسالك «لفائدة وزارة التعليم العالي بالمغرب»
- إعداد دفتر الضوابط البيداغوجية الوطنية «لفائدة وزارة التعليم العالي بالمغرب»
- إجراء عملية وتجانس مشاريع المسالك المقدمة من طرف الجامعات المغربية «لفائدة وزارة التعليم العالي بالمغرب»
- إعداد المسالك الوطنية النموذجية«لفائدة وزارة التعليم العالي بالمغرب»
- إجراء عملية تجانس وحدات اللغات والتواصل «لفائدة وزارة التعليم العالي بالمغرب»
- وضع المسلك الوطني للدراسات الإسلامية «لفائدة وزارة التعليم العالي بالمغرب»
- التعريف بالإصلاح البيداغوجي لفائدة رئاسة جامعة القرويين بفاس، المملكة المغربية

## المشاريع العلمية
1. مرويات السلف في التفسير
2. القراءات الحداثية للقرآن الكريم
3. المعجم التاريخي لتفسير القرآن الكريم
4. أعلام الدراسات القرآنية بالمغرب الأقصى
5. تقويم البرامج المعلوماتية في الدراسات القرآنية